# Бабья (приток Ландеха)
Бабья — река в России, протекает в Ивановской области, устье на 50 км по правому берегу реки Ландех.
Не судоходна. Длина около 2,5 км. На реке образованы два пруда.